# Vlag van Aveyron

Vlag van Aveyron

De vlag van Aveyron is de niet-officiële vlag van het Franse departement Aveyron. Net als de meeste andere departementen van Frankrijk heeft Aveyron geen officiële vlag, maar wordt de hier rechts afgebeelde vlag op niet-officiële wijze gebruikt. De vlag is afgeleid van het wapen van dit departement.
De vlag toont een rode achtergrond met daarop een gouden leeuw luipaard.
Het ontwerp toont die van de voormalige provincie Rouergue, waartoe het departement historisch behoorde.